# NGC 6933
NGC 6933 – gwiazda podwójna znajdująca się w gwiazdozbiorze Delfina. Zaobserwował ją 14 września 1865 roku Herman Schultz i skatalogował jako obiekt typu „mgławicowego”. Biorąc pod uwagę szczegółowy opis z monografii Schultza, jako obiekt NGC 6933 należałoby traktować wyłącznie południowo-zachodni składnik tej gwiazdy, gdyż tylko on wydawał się astronomowi zamglony. W bazie NASA/IPAC Extragalactic Database pod numerem NGC 6933 skatalogowano tylko tę pojedynczą gwiazdę.